# منطقه ادان یابال

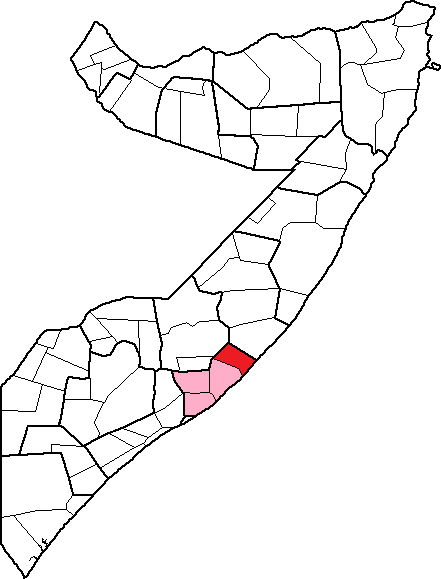
نقشه ادان یابال در سومالی

منطقه ادان یابال در سومالی است که در middle shebelle واقع شده‌است.